# Tatort: Kressin und der tote Mann im Fleet
Kressin und der tote Mann im Fleet ist der dritte Fernsehfilm der Krimireihe Tatort. Er wurde vom WDR produziert und führte Sieghardt Rupp in der Rolle des Zollfahnders Kressin in die Reihe der Tatort-Kommissare ein. Die deutsche Erstausstrahlung fand am 10. Januar 1971 statt.

## Handlung
Der Zollfahnder Kressin befindet sich auf einem Schiff auf der Rückreise aus dem Urlaub vom Bosporus und unterhält sich mit seinen beiden jungen Freundinnen Tatjana und Ulrike. Er sieht, wie der Reiseleiter Ben Canitz orangefarbene Handbälle ins Wasser wirft. Als Kressin ein Motorboot entdeckt, das diese Bälle wieder einsammelt, wird er aufmerksam und kann sogar den Namen Judith 3 des Bootes ausmachen. Er sucht Canitz in seiner Kabine auf und stellt ihn zur Rede, lässt ihn aber dann wieder allein, weil er ja noch im Urlaub und eigentlich nicht im Dienst ist. Als die Passagiere von Bord gehen und in einen Bus steigen, sieht Kressin, als er sich umblickt, zwei Männer, die auf das Schiff gehen. Sie holen Canitz ab und fahren mit ihm zu ihrem Auftraggeber, dem Geschäftsmann Aram, der Canitz gegenüber so tut, als würde er ihn mit weiteren Rauschgift-Lieferungen betrauen. In Wahrheit jedoch lässt Aram Canitz – unter dem Vorwand, ihm weiteres Rauschgift übergeben zu wollen – von seinen Leuten aufs Hafengelände locken, wo sie ihn ermorden.
Kressin frühstückt am nächsten Morgen mit den beiden Damen vom Schiff im Hotelzimmer und sieht in der Zeitung das Bild eines „unbekannten Toten“, der in einem Fleet aufgefunden wurde. Er erkennt Canitz und setzt sich mit der Kriminalpolizei in Verbindung. Im Präsidium trifft er Kommissar Trimmel, und die beiden fahren ins Hygieneinstitut, da Trimmel schon länger eine Spur zu Rauschgiftschmugglern verfolgt und sich Anhaltspunkte ergeben, die zu dem toten Canitz führen. Der Gerichtsmediziner besteht darauf, die Fingerabdrücke des Toten zu sichern, und erläutert ausführlich, wie das vonstattengeht. Die eigentliche Todesursache steht jedoch nicht einwandfrei fest. Da Kressin nicht mit der Kripo zusammenarbeiten möchte und immer noch Urlaub hat, begibt er sich im Alleingang auf die Suche nach dem Boot Judith 3, das er schnell findet und nachts heimlich durchsucht. Bootswächter Brodersen, der mit zwei Männern vom Hafen in seiner dortigen Behausung sitzt, hört verdächtige Geräusche aus der Judith 3. Zu dritt gelingt es den Männern, Kressin zu überwältigen. Bei einem anschließenden Rapport bei Aram macht dieser ihnen Vorwürfe, dass sie möglicherweise einen Beamten fertiggemacht haben.
Kressin lässt sich gerade von seinen beiden Freundinnen Tatjana und Ulrike im Hotelzimmer verarzten, als Kommissar Trimmel auftaucht und ihm mitteilt, dass Canitz eindeutig ein Schmuggler gewesen sei, wodurch Kressins offizielle Zuständigkeit gegeben ist. Daraufhin sucht Kressin Sievers, den Besitzer des Motorboots Judith 3, in seiner Villa auf. Er stellt ihm Fragen hinsichtlich des Bootes und über Schmuggelei, will wissen, was er über Canitz weiß, und stellt weitere Fragen. Sievers erweckt jedoch den Anschein, dass ihn das alles kaum interessiere. Er meint nur, er könne nichts dazu sagen. Im Reisebüro recherchiert Kressin über Aktivitäten von Canitz und bereits gebuchte Reisen nach Griechenland bzw. in den Libanon und stellt Ungereimtheiten hinsichtlich von Terminen fest. Danach besucht er die Verlobte von Canitz und erfährt von ihr, dass Canitz sich auf den Reisen immer noch etwas Geld bei „Mara-Export“ dazu verdient hat. Zurück in ihrer Wohnung stellt die Frau fest, dass bei ihr eingebrochen wurde und alles durchwühlt worden ist.
Kressin sucht mit Trimmels Assistent Höffgen die Firma „Mara-Export“ auf und sieht sich dort um. Sichtlich unwillkommen, versucht man, die Männer schnell wieder abzuwimmeln. Auf einem Schlepper mit Abfall können sie jedoch Reste der aufgeschnittenen orangen Bälle entdecken. Aram hat inzwischen Verdacht geschöpft und ist sich sicher, dass die Zollfahndung nicht nur zu einer Routineüberprüfung aufgetaucht ist. Kressin spannt seine beiden Freundinnen mit ein und schickt sie zur Ablenkung nachts zu „Mara-Export“, während er sich auf dem Gelände umsieht. Er findet aber nichts Verdächtiges. Auch Trimmel will den Fall als Unfall mit Todesfolge ablegen. Kressin hat seine Rückfahrt nach Köln gebucht und verabschiedet sich von seinen beiden Freundinnen mit einem Essen auf Willkomm-Höft, als er feststellt, dass heute der 17. ist und ein Schiff aus dem Libanon einlaufen müsste, auf dem Canitz seine nächste Fahrt gebucht hatte. Sofort informiert er Trimmel, der sich umgehend zum Hafen begibt.
Das Schiff läuft tatsächlich ein, macht aber im Freihafen fest, sodass der Zoll keinen Zugriff hat. Während Arams Kumpane im Zollamt etwas regeln müssen, untersuchen Kressin und Trimmel die Kisten auf dem Schiff, die an die Firma „Mara-Export“ adressiert sind. Sie finden aber nichts, denn die Schmuggler haben das Rauschgift in einer alten retournierten Straßenwalze versteckt. Als sie dahinterkommen, fahren die Ermittler mit Blaulicht zu „Mara-Export“ und untersuchen die Walze, die aber schon ausgeräumt worden ist. Arams Komplizen versuchen sich inzwischen auf dem Seeweg mit dem Rauschgift abzusetzen. Kressin indes hat sich vom Hafen aus unverzüglich zu Sievers’ Villa begeben, da der so gelassen auftretende Mann ihm von Anfang an verdächtig vorkam. Inzwischen nähern sich die Männer, die das Rauschgift an sich genommen haben, mit dem Boot Sievers’ Villa, die direkt am Wasser liegt. Als sie das Gebäude mit dem Rauschgift betreten, werden sie bereits von Kressin empfangen. Es gibt ein Handgemenge und ein Durcheinander, das Sievers zur Flucht nutzt. Mit seinem Wagen fährt er zu einem wartenden Hubschrauber und verschwindet.
Trimmel verabschiedet sich am Bahnhof von Kressin, der nun wieder zurück nach Köln fährt. Seine beiden Begleiterinnen Tatjana und Ulrike erwarten ihn bereits im Schlafwagenabteil.

## Hintergrund
Der Schauspieler Walter Richter hat in dem Film einen Gastauftritt als Kommissar Trimmel. Die Musik zum Film stammt von Klaus Doldinger. Bei seiner Erstausstrahlung erreichte der Film einen Marktanteil von 50 %.
Das Versteck der Gangster (Fa. Mara-Export) befindet sich in der Straße Bei der grünen Brücke in Hamburg (am Fluss Bille) und wird heute vom Landesbetrieb Straßen, Brücken und Gewässer genutzt.
Das Gebäude, in das Canitz geführt wird, um ihn aus dem Fenster zu stürzen, liegt in der Straße Bei St. Annen 1, und beherbergt die Hamburger Hafen und Logistik AG. Der Sturz aus dem Fenster in das Holländischebrookfleet wurde jedoch aus einem anderen Gebäude gefilmt (Block V).
Das Bootshaus, in dem die Motorjacht versteckt wurde, befindet sich unmittelbar östlich des Fähranlegers Blankenese am Strandweg an der Elbe.